# Samuel McKean

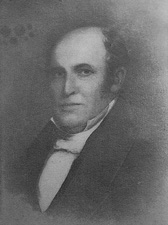
Samuel McKean

Samuel McKean (* 7. April 1787 im Huntingdon County, Pennsylvania; † 14. Dezember 1841 in West Burlington, Pennsylvania) war ein US-amerikanischer Politiker, der den Bundesstaat Pennsylvania in beiden Kammern des Kongresses vertrat.
Samuel McKean besuchte zunächst die öffentlichen Schulen und wurde dann im kaufmännischen Gewerbe tätig. In der Staatsmiliz bekleidete er den Rang eines Generalmajors. 1814 gehörte er der Exekutive (Board of commissioners) des Bradford County an.
Von 1815 bis 1819 war McKean Abgeordneter im Repräsentantenhaus von Pennsylvania. 1822 wurde er dann als Mitglied des Jackson-Flügels der Demokratisch-Republikanischen Partei erstmals ins US-Repräsentantenhaus gewählt, wo er vom 4. März 1823 bis zum 3. März 1829 den 9. Kongressdistrikt Pennsylvanias vertrat. Zwischen 1829 und 1830 schloss sich eine Sitzungsperiode im Senat von Pennsylvania an; dort legte er sein Mandat nieder, um Secretary of the Commonwealth von Pennsylvania zu werden. 1832 gehörte er dann für die Demokratische Partei dem Electoral College an, das Andrew Jackson nach seinem Wahlsieg über Henry Clay als US-Präsidenten bestätigte. Schließlich erfolgte im selben Jahr die Wahl in den US-Senat. Dort verblieb McKean vom 4. März 1833 bis zum 3. März 1839 und fungierte unter anderem als Ausschussvorsitzender des Committee to Audit and Control the Contingent Expenses.
Samuel McKean starb im Dezember 1841. Sein Neffe James B. McKean gehörte von 1859 bis 1863 als republikanischer Vertreter New Yorks ebenfalls dem US-Repräsentantenhaus an.